# Robert-Cliche
Robert-Cliche é um Concelho Municípal Regional (MRC) da província canadense de Quebec, na região de Chaudière-Appalaches, constituído em 1 de janeiro de 1982 tem como sua principal cidade Beauceville.
O MRC é denominado em honra do político Robert Cliche. O Prefeito do MRC é Jonathan V. Bolduc.

## Divisões do MRC de Robert-Cliche

### Cidades
- Beauceville
- Saint-Joseph-de-Beauce

### Municípios
- Saint-Alfred
- Saint-Joseph-des-Érables
- Saint-Victor

### Freguesias
- Saint-Frédéric
- Saint-Jules
- Saint-Odilon-de-Cranbourne
- Saint-Séverin

### Vila
- Tring-Jonction